# Yuntian, Hunan
Yuntian (kinesiska: 云田, 云田乡) är en socken i Kina. Den ligger i provinsen Hunan, i den södra delen av landet, omkring 30 kilometer sydost om provinshuvudstaden Changsha. Antalet invånare är 21207. Befolkningen består av 10 525 kvinnor och 10 682 män. Barn under 15 år utgör 14,0 %, vuxna 15-64 år 73 %, och äldre över 65 år 11,0 %.
Genomsnittlig årsnederbörd är 1 875 millimeter. Den regnigaste månaden är maj, med i genomsnitt 330 mm nederbörd, och den torraste är oktober, med 39 mm nederbörd.